# Phare de Capo Sant'Elia
Le phare de Capo Sant'Elia (en italien : Faro di Capo Sant'Elia) est un phare situé sur le promontoire de Capo Sant'Elia. Il est sur la municipalité de Quartu Sant'Elena en mer Méditerranée, dans la Province de Cagliari (Sardaigne), en Italie.

## Histoire
Le phare a été construit en 1860 sur le cap Sant'Elia qui sépare le golfe de Cagliari du golfe de Quaru Sant'Elena. Il se trouve au sud-est de la ville de Cagliari. Le phare, entièrement automatisé, est géré par Marina Militare.

## Description
Le phare  se compose d'une tour cylindrique en maçonnerie de 21 m de haut, avec galerie et lanterne, adjacente à une maison de gardiens de deux étages. Le bâtiment est peint en blanc avec des bandes noires et le dôme de la lanterne est gris métallisé. Il émet, à une hauteur focale de 70 m, deux éclats blancs toutes les 10 secondes. Sa portée est de 21 milles nautiques (environ 39 km).
Identifiant : ARLHS : SAR-019 ; EF-1270 - Amirauté : E1054 - NGA : 8532 .

## Caractéristiques dufeu maritime
Fréquence : 10 secondes (W)
- Lumière : 0.2 seconde
- Obscurité : 3.1 secondes
- Lumière : 0.2 seconde
- Obscurité : 6.5 secondes

|          |
| Le phare |

### Lien connexe
- Liste des phares de la Sardaigne